# 日本中高生協議会
日本中高生協議会（にほんちゅうこうせいきょうぎかい、英：Japan Student Council、JSC）は、日本の中高生学生団体である。

## 概要
日本中高生協議会は全国の中高生が主体となって、学校内外の身近な問題から社会問題まで、幅広く関心を払い、課題解決に取り組むための中高生団体。
「未来を担う中高生の人間力を高め、より良い社会を創造する。」という理念のもと、「学びと教育の充実」「中高生の社会参画の推進」に取り組んでいる。
当初はサークル交流などを行っていたが、最近では生徒会関連のイベントや社会問題に関するイベントまで幅広い活動を行っている。